# Storia di Corigliano d'Otranto
La storia di Corigliano d'Otranto ha origini controverse. La cittadina fu fondata presumibilmente nel periodo della Magna Grecia o risale al periodo romano o pre-romano, ad opera dei Messapi.

## Origini
Le origini di Corigliano d'Otranto. La cittadina avrebbe origini greche in quanto fondata durante il periodo della Magna Grecia, ma la sua nascita potrebbe risalire invece al periodo romano o addirittura al periodo pre-romano, ad opera dei Messapi, antica popolazione del luogo.
A parte ciò, è accertato che Corigliano fu abitato da civiltà protostoriche, testimoniate dai resti di una specchia in località Serra e Murica, nonché l'esistenza di un tempio dedicato a Vesta. Del periodo romano resta il tessuto urbanistico del centro storico nel quale, fra via Capiterra e via Cavour, è individuabile un rettangolo abitativo strutturato su lotti corrispondenti a multipli o sottomultipli dell'actus romano.

## Periodo bizantino
Allo sviluppo di Corigliano contribuì il Cenobio Basiliano di San Giorgio, detto sinòdia, costruito nel IX secolo, nel quale era attiva una scuola di lingua greca e cultura bizantina che lasciò numerosi codici greci, custoditi ora in importanti biblioteche. Questa decadde nel XV secolo con la distruzione del monastero di San Nicola di Casole in Otranto di cui costituiva una grancia.

## Periodo feudale
Le prime notizie storiche si hanno nel 1192, quando re Tancredi di Sicilia infeudò il territorio a favore di Pietro Indini.

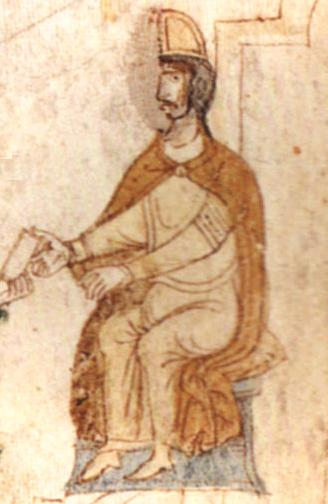
Tancredi di Sicilia nel Liber ad honorem Augusti, 1196

Il forestiero che nel Cinquecento o nei primi decenni del Seicento fosse giunto a Corigliano, ancor prima di entrare nel paese da una delle porte, avrebbe dovuto farsi ben riconoscere dai soldati di guardia piazzati sulle mura, sul castello e sulle numerose torri che scandivano il percorso della cinta muraria. Entrare a Corigliano significava entrare in una cittadella militare in cui le esigenze della difesa e soprattutto i molteplici interessi dei feudatari negli affari politici del Regno di Napoli e nelle varie attività belliche del tempo condizionavano la vita, le abitudini e l'economia, sino a caratterizzare in maniera inconfondibile l'aspetto fisico del paese. La formidabile efficienza dei diversi sistemi difensivi e il potere dissuasivo delle bocche da fuoco poste a presidio dell'abitato e del castello erano tali che raramente se ne rendeva necessario l'impiego; i turchi che, nel 1480, dopo aver occupato la città di Otranto, scorrazzarono per tutto il Salento depredando molti paesi dell'entroterra, giunti in vista di Corigliano non ardirono neppure avvicinarsi e fecero marcia indietro. Più frequentemente e pacificamente, le artiglierie venivano usate, invece, per salutare, con cariche a salve, eventi straordinari, festeggiamenti, ricorrenze particolari o l'arrivo di personaggi illustri, come fu quello del padre Francesco Silvestri (Ferrara 1414 - Rennes 1528) generale dell'ordine domenicano quando questi, in viaggio per l'Italia a visitare i conventi del suo ordine, nel novembre del 1525, fece tappa a Corigliano. Di tale evento, la cronaca del viaggio tramandata nella "Descrittione di tutta Italia" del padre Leandro Alberti, che era al seguito del generale domenicano, pubblicata a Venezia nel 1553, offre una fedele testimonianza nella quale era ben descritto l'aspetto del paese ed il suo formidabile sistema difensivo incentrato sul castello, sulla cinta muraria e sui relativi armamenti. Dal testo dell'Alberti balza evidente l'immagine di una cittadella militare dotata di tutti i necessari apprestamenti bellici e difesa dalla rocca inespugnabile che Giovan Battista de' Monti appena da qualche anno aveva ampliato e meglio fortificato, principalmente per difesa dal pericolo turco, secondo le più aggiornate tecniche dell'architettura militare del suo tempo tant'è che, se i turchi avessero voluto espugnarla, avrebbe richiesto mesi di assedio, sufficienti ad organizzare la controffensiva e ad impedire ulteriori invasioni.
Ad assicurare un'efficace difesa del paese non erano soltanto le artiglierie e gli imponenti apprestamenti che Giovan Battista de' Monti aveva ben predisposto sin dai primi anni del Cinquecento; vi erano anche le risorse umane costituite dal gran numero di Coriglianesi che, avendo combattuto valorosamente nel 1481 per la riconquista di Otranto caduta l'anno prima in mano dei turchi, con privilegio del sovrano aragonese erano stati esentati dall'obbligo di contribuire alla ricostruzione delle fortificazioni di quella città, dall'onere per il mantenimento dei cavallari di guardia lungo le coste e da altre imposizioni fiscali. Tutto ciò non impediva, tuttavia, il fiorire delle normali attività economiche e commerciali che, ogni martedì, trovavano il loro punto di riferimento in un ricco e frequentatissimo mercato e, una volta l'anno, in una fiera che, in concomitanza con la festa di San Giorgio, durava diversi giorni.

### Famiglia feudataria de' Monti

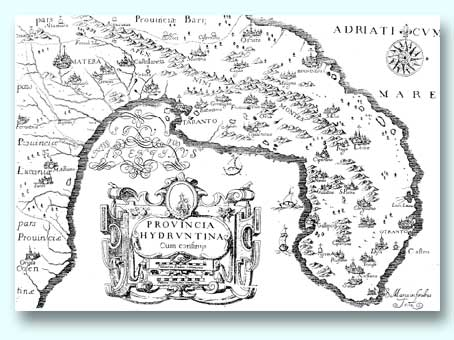
Terra d'Otranto, una mappa antica

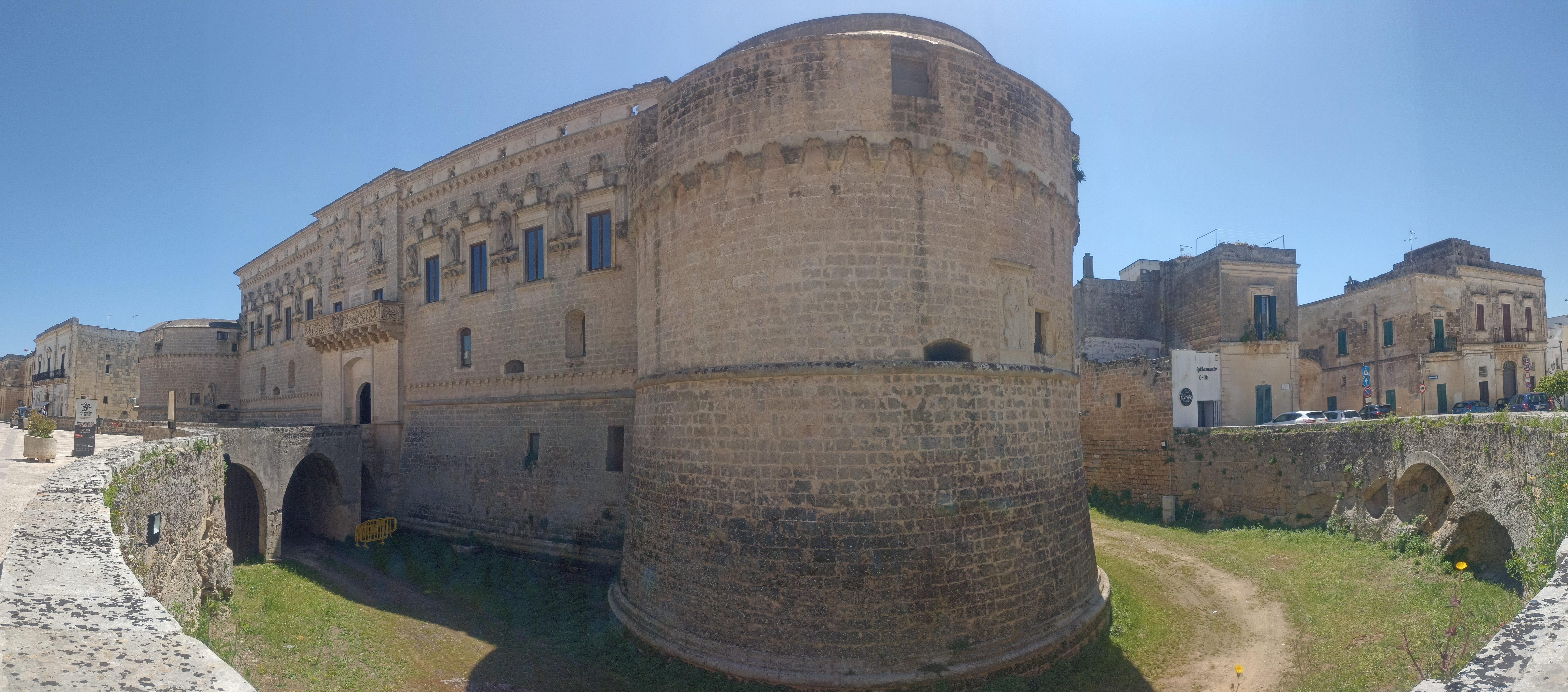
Veduta del castello De' Monti di Corigliano d'Otranto

La famiglia de' Monti, originaria della Francia e venuta nel Regno di Napoli al seguito di Carlo I d'Angiò, divenuta poi una delle più illustri famiglie feudatarie di Terra d'Otranto, famosa per i suoi numerosi uomini d'armi immancabilmente presenti per circa due secoli sui campi di battaglia di tutta Europa, compare per la prima volta a Corigliano con Nicola Antonio, conosciuto anche con il nome di Cola Antonio de Capua, giurista, politico e diplomatico, nato intorno ai primi anni del Quattrocento a Capua, personaggio di spicco della burocrazia aragonese, giudice della Gran Corte Regia e dal 1450 luogotenente della Regia Camera della Sommaria della quale fu presidente sino al 1477. Nel 1465, quando il suo prestigio era all'apice, Nicola Antonio acquistò dalla Regia Corte il feudo di Corigliano che, dopo la sua morte, avvenuta nel 1480, passò al primogenito Francesco, uomo d'arme e, anche questi, come il padre, diplomatico e alto funzionario della corte di Ferrante d'Aragona. Egli partecipò attivamente alle operazioni militari per la riconquista della città di Otranto occupata dai turchi nel 1480 e, caduto prigioniero nel febbraio del 1481 in un'imboscata nei pressi di Minervino di Lecce, fu deportato a Costantinopoli da cui poté fare ritorno a seguito di uno scambio di prigionieri, dopo la cacciata dei turchi da Otranto. Ritornato in patria, intraprese con successo una brillante carriera diplomatica al servizio dei sovrani aragonesi: tra gli anni ottanta e gli anni novanta più volte ambasciatore a Costantinopoli presso i sultani turchi, in Germania, in Ungheria presso Beatrice d'Aragona, figlia del re Ferrante e moglie del re Mattia Corvino. Nel 1496 artefice dell'accordo tra il re di Napoli e Massimiliano d'Asburgo contro i turchi e la Francia. Inviato ambasciatore a Milano presso Ludovico Sforza, svolse importanti incarichi diplomatici anche su incarico di questi e successivamente, nell'imminenza del tracollo militare dello Sforza, insieme ai suoi figli non esitò a prendere le armi in sua difesa tant'è che nella battaglia di Vigevano, nel febbraio del 1500, rimase ferito e poco mancò che venisse fatto prigioniero dai francesi. Morì nel 1505 a Pordenone, città della quale nel 1502 era stato nominato capitano da Massimiliano d'Asburgo.
Da Francesco, il feudo di Corigliano passò al figlio Giovan Battista, esperto nell'arte militare e che, tra il 1514 e il 1519, fortificò il paese e ampliò notevolmente il castello dotandolo di potenti artiglierie, dei quattro torrioni angolari che oggi si vedono, nonché di munizioni e di potenti mezzi difensivi. Giovanni Battista, che dall'imperatore Carlo V nel 1534 ottenne su Corigliano il titolo di marchese, dalla moglie Maria Bucali ebbe numerosi figli tra i quali Alessandro, Pompeo e Scipione, tutti avviati alla carriera delle armi.
Alessandro fu cavaliere di Malta e comandante di fanterie al servizio dell'imperatore Filippo II d'Austria.
Pompeo, oltre ad aver lungamente combattuto per la causa spagnola, sotto falsi connotati di perseguitato dalla Spagna soggiornò lungo tempo a Venezia come spia del viceré di Napoli; poi, avendo aderito alle idee riformiste valdesi e dopo essere uscito indenne una prima volta dalle maglie dell'Inquisizione, il 4 luglio del 1566, finì sul rogo, a Roma, nella quale occasione il prestigio della sua potente famiglia e il peso delle sue conoscenze valsero solo a far sì che, dietro esborso di una ingente somma di denaro, fosse decapitato prima di essere arso sul rogo.
Scipione, tipica figura cinquecentesca di uomo d'armi e, al tempo stesso, letterato, matematico, geografo e poeta, fu per lungo tempo capitano di milizie italiane e spagnole. Intrattenne rapporti con poeti e letterati del suo tempo e si dimostrò esperto conoscitore di sette lingue nelle quali amava verseggiare; ha lasciato diversi componimenti a carattere celebrativo ed eroico.
Dopo Giovanni Battista, nel possesso del feudo si susseguono, sempre di padre in figlio, Francesco II dal 1537 al 1557, Giovanni II dal 1557 al 1594, Geronimo dal 1594 al 1644 e Giorgio dal 1644 al 1649; con Giorgio che morì giovane, ha termine il marchesato dei de' Monti. Tra il 1649 e il 1651 il feudo passò prima alla sorella Giulia sposata con Francesco Sanfelice e da questi al figlio Alfonso Sanfelice-de' Monti; nel 1651, al termine di contrasti nati in relazione alla successione ereditaria di Giorgio de' Monti, l'intera eredità viene messa all'asta e acquistata dal facoltoso barone di Tutino Luigi Trane.